# 山口剛 (競艇選手)
山口 剛（やまぐち つよし、1982年8月23日 - ）は、広島県出身の競艇選手。登録番号4205。身長161cm。血液型A型。91期。広島支部所属。同期に川上剛、松下一也、長嶋万記らがいる。センターあるいはアウトからの積極果敢なまくりに見られる豪快なレースぶりが特徴的である。

## 来歴
- やまと競艇学校時代、リーグ戦勝率5.80（準優出5　優出2）の成績を残した。
- 2002年11月12日、宮島競艇場でデビュー（6着）。
- 2002年12月11日、徳山競艇場での一般競走初日1Rで初勝利（17走目）。
- 2007年10月23日、宮島競艇場での「第53回G1宮島チャンピオンカップ」でG1初優出（2着）。
- 2008年1月27日、丸亀競艇場での「第22回新鋭王座決定戦競走」でG1初優勝。
- 2008年12月23日、住之江競艇場での「第23回SG賞金王シリーズ」でSG初優出（6着）。
- 2010年3月22日、平和島競艇場での「第45回SG総理大臣杯競走」でSG初優勝（記念通算4回目）。
- 2014年、14年度後期の選手級別決定（審査期間：平成25年11月1日〜平成26年4月30日）において勝率8.35を記録し勝率1位となる。[1]

## SG・G1・G2優勝歴

### SG
- 第45回総理大臣杯競走（2010年3月22日・平和島競艇場）

### G1
- 第22回新鋭王座決定戦競走（2008年1月27日・丸亀競艇場）
- 京極賞開設56周年記念（2008年6月19日・丸亀競艇場）
- 第52回中国地区選手権（2009年2月12日・徳山競艇場）
- 第60回びわこ大賞（2013年2月25日・琵琶湖競艇場）
- 浜名湖賞 開設62周年記念(2015年8月2日・浜名湖競艇場)
- 児島キングカップ開設63周年記念競走(2015年11月19日・児島競艇場)
- 海の王者決定戦(2016年5月17日・大村競艇場)
- 開設65周年記念 G1北陸艇王決戦(2018年12月9日・三国競艇場)
- 開設69周年記念競走トコタンキング決定戦(2022年6月7日・常滑競艇場)
- 開設67周年記念赤城雷神杯(2023年9月18日・桐生競艇場)
- ウェイキーカップ開設69周年記念(2023年10月20日・多摩川競艇場)
- 第67回中国地区選手権(2024年2月15日・宮島競艇場)

### G2
- 唐津モーターボート大賞(2023年7月16日・唐津競艇場)